# エミリー・ヌッシーア
エミリー・ヌッシーア（Emilie Nussear、1982年11月9日 - ）は、アメリカ合衆国フロリダ州クリアウォーター出身の女性フィギュアスケートアイスダンス選手。2000年世界ジュニア選手権2位。パートナーはマシュー・ゲイツとブランドン・フォーサイス。

## 経歴
1997年にブランドン・フォーサイスとカップルを結成し、ISUジュニアグランプリに参戦。1999-2000年シーズンにはJGPファイナルで2位となり、世界ジュニア選手権でも2位となったが同シーズンをもってブランドン・フォーサイスとのカップルを解消する。
2002-2003年シーズン、コーチであったタチアナ・タラソワの仲介によりマシュー・ゲイツとカップルを結成。カールシェーファーメモリアルで2位となり、2003年全米選手権では5位となったがほどなく解散。同年引退。

## 主な戦績
- 1999-00まではブランドン・フォーサイスとのカップル。
- 2002-03以降はマシュー・ゲイツとのカップル。

| 大会/年             | 1997-98 | 1998-99 | 1999-00 | 2000-01 | 2001-02 | 2002-03 |
| ------------------- | ------- | ------- | ------- | ------- | ------- | ------- |
| 全米選手権          |         |         |         |         |         | 5       |
| GPスケートアメリカ  |         |         |         |         |         | 7       |
| KSM                 |         |         |         |         |         | 2       |
| 世界Jr.選手権       |         | 15      | 2       |         |         |         |
| JGPファイナル       |         |         | 2       |         |         |         |
| JGPピルエッテン     |         |         | 1       |         |         |         |
| JGPハーグ           |         |         | 2       |         |         |         |
| JGPハンガリー       |         | 3       |         |         |         |         |
| JGPソフィア杯       |         | 3       |         |         |         |         |
| JGPサン・ジェルヴェ | 5       |         |         |         |         |         |

### 詳細
| 2002-2003 シーズン  |                                                      |    |    |    |      |
| 開催日              | 大会名                                               | CD | OD | FD | 結果 |
| 2002年11月15日-19日 | カールシェーファーメモリアル（ウィーン）             | 2  | 2  | 2  | 2    |
| 2002年10月23日-27日 | ISUグランプリシリーズ スケートアメリカ（スポケーン） | 7  | 7  | 7  | 7    |